# 富田芳雄
富田 芳雄（とみた よしお）は、日本の元卓球選手。現役時代は日本代表として世界卓球選手権で金メダル4個を含む多くのメダルを獲得し、日本卓球界の黄金期を代表する選手として活躍した。国際卓球連盟世界ランキング最高位は6位。段級位は9段。

## 経歴

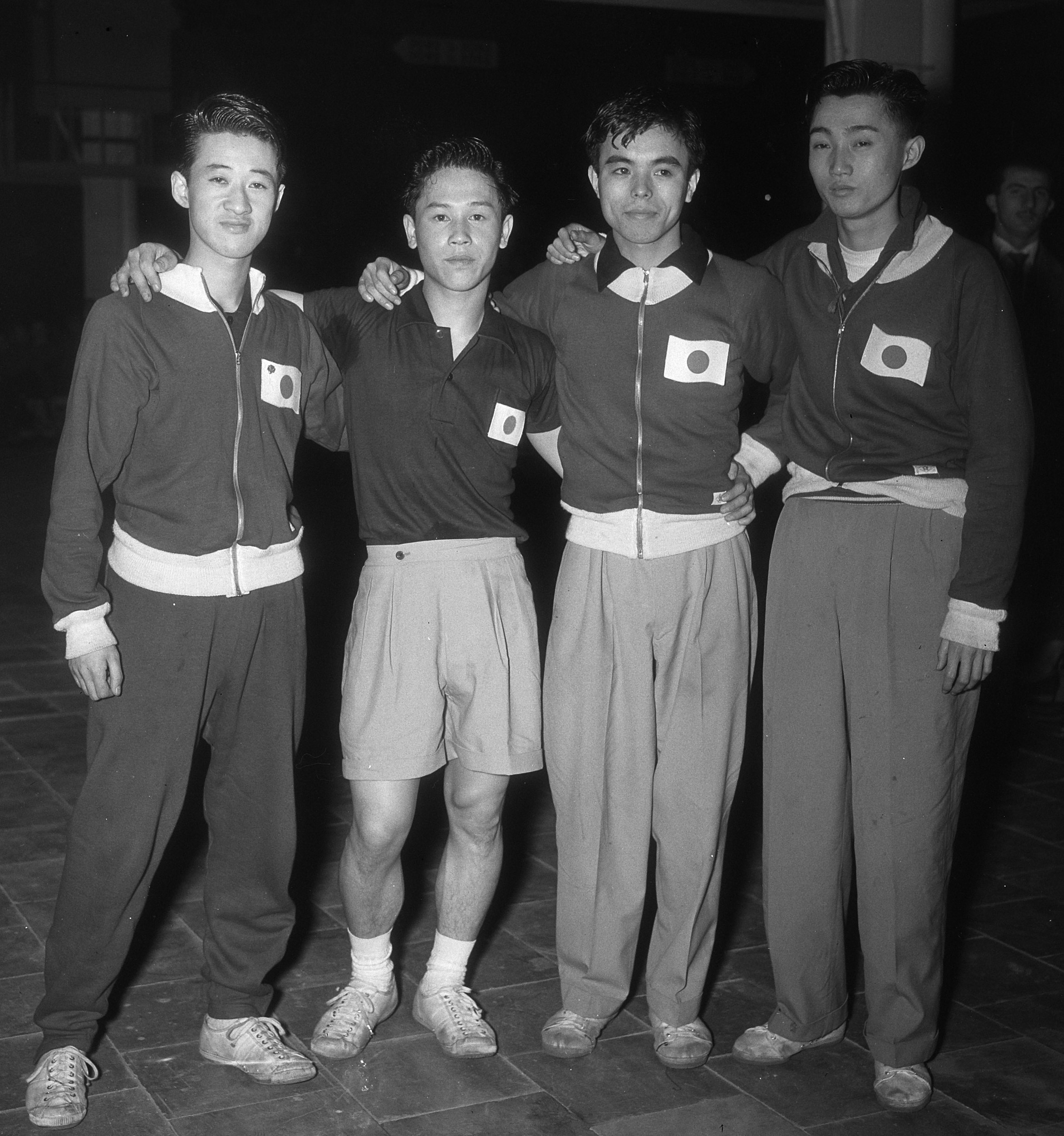
左から、富田芳雄、田中利明、荻村伊智朗、田舛吉二（1955年撮影）

1950年度、全国高等学校卓球選手権大会シングルス優勝。
専修大学在学時の1952年度、全日本学生卓球選手権大会でシングルス初優勝。全日本卓球選手権大会ではシングルス決勝で溝畑司呂を3-1で下し優勝。
1953年度、東京で開催されたアジア卓球選手権シングルスで銅メダル、団体で金メダル。学生選手権でシングルス２度目の優勝、川井一男と出場した男子ダブルスで初優勝。
1954年度、ウェンブリー (イングランド) で行われた第21回世界卓球選手権シングルスでは準々決勝でリチャード・バーグマン (イングランド)に1-3で敗れた。荻村伊智朗と出場した男子ダブルス準決勝でジャルコ・ドリナー / ウィリム・ハランゴゾ組 (ユーゴスラビア) に敗れ銅メダル。江口冨士枝と出場した混合ダブルス準決勝でドリナー / エルメリンデ・ウェルトル (オーストリア) 組を3-1で下す。決勝はイヴァン・アンドレアディス (チェコスロバキア) / ギゼラ・ファルカス (ハンガリー) 組に1-3で敗れ銀メダル。団体で金メダル。世界ランキング6位。学生選手権でシングルス３度目の優勝、川井と出場した男子ダブルスで２度目の優勝。
1955年度、 ユトレヒト (オランダ) で行われた第22回世界卓球選手権では荻村と出場した男子ダブルス準決勝でアンドレアディス / ラディスラフ・シュティペク組 (チェコスロバキア) に2-3で敗れ銅メダル。 江口と出場した混合ダブルスでは準々決勝敗退。団体は金メダル。世界ランキング11位。
1956年度、東京で開催された第23回世界卓球選手権シングルス準々決勝でバーグマンを3-1で下すも準決勝で荻村に1-3で敗れ銅メダル。荻村と出場した男子ダブルス準決勝でファクラフ・テレバ / ルドヴィク・フィナノスキー組 (チェコスロバキア) に3-1で勝利。決勝はアンドレアディス / シュティペク組を3-0で下し金メダル。江口と出場した混合ダブルス準々決勝で藤井基男 / 田中良子組 (日本) に2-3で敗れる。団体で金メダル。世界ランキング7位。

## 表彰
- 朝日スポーツ賞 – 1954,1955,1956[8]